# Meremäe kommun
Meremäe vald är en kommun i Estland.   Den ligger i landskapet Võrumaa, i den sydöstra delen av landet, 240 km sydost om huvudstaden Tallinn. Antalet invånare är 1 132. Arean är 132 kvadratkilometer.
Terrängen i Meremäe vald är platt.
Följande samhällen finns i Meremäe vald:
- Obinitsa
- Meremäe